# Georg Krüger (Astronom)
Georg Krüger (* 1642 oder 1643 in Lieberose, Niederlausitz; † 23. Mai 1707 in Niederbartau, Kurland) war ein Lehrer, Astronom und Pfarrer. Er erstellte den ersten meteorologischen Kalender für Kurland und Livland.

## Leben
Bereits 1656 immatrikulierte sich Georg Krüger an der Universität in Frankfurt an der Oder. Seit 1662 besuchte er die Domschule in Naumburg, wo er mit den Grundlagen der Astronomie vertraut wurde. 1665 immatrikulierte er sich an der Universität Wittenberg.
Seit 1670 war Georg Krüger Rektor der Schule in Storkow, damals in der Niederlausitz. 1674 wurde er erneut Student in Wittenberg, wo er zum Magister der Philosophie promovierte. 1675 führte er eine wissenschaftliche Disputation zur Geschichte der Sorben.
1676 wurde Georg Krüger Gehilfe des Astronomen Johannes Hevelius in Danzig. 1680 ging er nach Libau in Kurland, wo er Rektor der dortigen Schule wurde. Er widmete sich der Wetterbeobachtung und erstellte 1681 den ersten Kalender mit Wettervorhersagen für Kurland.
1686 ernannte ihn Herzog Friedrich Kasimir zum Hofastronomen. 1690 wurde Georg Krüger außerdem Pfarrer in Nieder- und Oberbartau.

## Schriften
Kalender
- Curländischer Schreib= und Haus=Calender. 1681–1720
- Rigischer Curiositäten Calender. 1699–1700
- Lieffländischer Curiositäten Calender. 1701–1708

Weitere Schriften
- Disputatio Theologico-Practica De Exilio, Qvam proprio Marte elaboratam Sub Praesidio Viri Summè, Reverendi, Amplissimi, Excellentissimi Dn. Johannis Deutschmann/ […] in Academiâ Wittebergensi publico examini submittit Georgius Krüger/ Liberosa Lusatus In Auditorio Majori ad d. Augusti 1674. [Wittenberg] 1674.
- Disputatio Philosophico-Practico De Exilio, qvam proprio marte elaboratam Praeside Viro Nobilissimo, Amplissimo, Excellentissimoque Dn. Joh. Frider. Scharfio […] in Academ. Wittebergensi Spectatissimo Dn. Patrono et Studiorum suorum Promotore multum colendo, publico examini submittet M. Georgius Krüger/ Rector Ol. Scholae Storcov. apud Marchicos, nunc Civis Academiae Wittebergensis ad d. 17. Octob. An. 1674. in Auditorio Majori. Wittenberg 1674.
- Disputatio Historica De Serbis, Venedorum Natione vulgò dictis die Wenden qyam consensu Spectabilis Philosophicae Facultatis Praeses M. Georgius Krüger/ Liberosensis Lusatus. & Laurentius Jetze/ Rezens. NeoMarch. Respondens, publico Philosophorum examini submittent. horis consvetis. d. Junii 1675. In Auditorio Philosophorum. Wittenberg 1675.
- Cometische Glücks= und Friedens=Fackel/ Welche Der Allerhöchste Gott im vergangenen 1677. Jahre den 26. (16.) Aprilis an dem hohen Himmels=Leuchter auffgesetzet/ nach dessen 1. Höhe und Grösse/ 2. Natur und Ursprung/ 3. Deut= und Wirckung/ Gott zu Ehren/ und iedem Liebhaber zum besten/ kürtzlich abgefasset/ und aus der Königl. Stadt Dantzig überschickt den 21. (11) Julii/ Von M. Georgio Krügern. Altenburg [1678].
- Prodromus Aurorae Boreae Sive Historiae Meteorologicae Teutonico-Curlandicae Astrologiae Naturalis fundamendo exornatae & comprobatae Das ist Vortrab Teutsch= und Curländischen Gewitter=Historie Durch die wahre natürliche Astrologie bewehret und probiret, Nemlich Wie es in dem gantzen Seculo von Anno 1600 bis 1700. Jährlich von einem Qvartal oder Jahrs=Viertel zum andern/ Winter/ Früling/ Sommer/ Herbst/ theils in Teutschland/ theils in Curland nach dem Astrologischen Fundament gewittert/ dem curieusen Liebhaber zur Nachricht/ andern zum nützlichen Unterricht mit Fleiß zusammen getragen/ und in dieser Forme Tafel=weise aufgesezzet Durch M. Georgium Krüger/ Prediger an der Bartau in Curland und Fürstl. Astronomum daselbst. Riga 1700.